# Safari – Match Me If You Can
Safari – Match Me If You Can ist eine deutsche Filmkomödie von Rudi Gaul aus dem Jahr 2018. Die Premiere erfolgte am 3. Juli 2018 im Rahmen des Filmfests München, wo die Produktion in der Reihe Neues Deutsches Kino gezeigt wurde. Der Film kam am 30. August 2018 in die deutschen und am 31. August 2018 in die österreichischen Kinos.

## Handlung
Safari ist der Name einer Dating-App. Wer Lust auf einen One-Night-Stand hat, greift auf diese zurück. So kreuzen sich die Wege verschiedener Großstädter. Beispielsweise landet der verheiratete Pilot Harry mit dem YouTube-Sternchen und Influencerin Lara im Bett, die sich selbst im Internet als eine Frau präsentiert, die ihr erstes Mal für den Richtigen aufbewahrt. Harrys Ehefrau Aurelie, eine Psychotherapeutin, ahnt nichts von der Affäre. Sie gibt ihrem Klienten, dem schüchternen David, Ratschläge, wie er seine Jungfräulichkeit verlieren könnte. Die 50-jährige Mona ist Langzeitsingle und sehnt sich nach einem Partner, sie verhilft David schließlich zu seinem ersten Mal. Später trifft sie über die Safari-App auf den alleinerziehenden Life, der aber mit ihren Wünschen überfordert ist.
Die eingefleischte Vegetarierin Fanny wünscht sich eine eigene Familie und trifft auf den charmanten und gutaussehenden Arif. Als sie ihm von ihrem Kinderwunsch erzählt, sucht der allerdings das Weite, und so landet sie über den nächsten Match beim Piloten Harry, der Fanny zu sich nach Hause einlädt. Dort öffnet ihr aber nicht Harry die Türe, sondern seine Frau Aurelie, die ihm inzwischen auf die Schliche gekommen ist. Aurelie stellt Fanny zur Rede. In dieser Situation taucht auch noch Aurelies Klient David bei ihr auf, um sie zu sprechen.

## Produktion und Hintergrund
Die Dreharbeiten fanden vom 28. August bis zum 4. Oktober 2017 in München statt. Produziert wurde der Film von der Münchner Rat Pack Filmproduktion, Koproduzenten waren die Tele München Film- und Fernsehproduktions GmbH und die Martin Richter Filmproduktion. Unterstützt wurde die Produktion vom FilmFernsehFonds Bayern und dem Deutschen Filmförderfonds. Für das Kostümbild zeichnete Tina Keimel-Sorge verantwortlich, für den Ton Alexander von Zündt und für das Szenenbild Doris Dreyer. Der Münchner Techno-Club Bob Beaman diente als Kulisse für die Filmszenen im fiktionalen Szene-Club.

„Rudi Gaul übersetzt Schnitzlers Stück ‚Reigen‘ ins digitale Dating-Heute.“

## Rezeption
Simon Rayß befand in der Süddeutschen Zeitung, dass der „Reigen aus modernem Fremdschämpersonal“ durchaus eine charmante Idee sei. Allerdings komme der Humor des Films eher altbacken und recycelt daher, „als sei er einer 20 Jahre alten Sexklamotte entliehen.“ Dabei könne sich die Besetzung sehen lassen. Richtig komische Momente seien ihnen aber erst im Abspann vergönnt, wenn die schönsten verpatzten Szenen gezeigt werden. Da versprühe der Film plötzlich einen Charme, den man vorher schmerzlich vermisst habe.
Heidi Reutter meinte in der Heilbronner Stimme hingegen, dass Regisseur Rudi Gaul sehr kurzweilig das merkwürdige Verhalten geschlechtsreifer Großstädter im Online-Zeitalter beobachte. Letztlich geht es in diesem Film um die Sehnsucht, jemand zu sein, der man nicht ist. Gleichzeitig stehe der Wunsch im Vordergrund, so geliebt zu werden, wie man ist. Insofern sei Safari weniger ein launig-leichter Sommerfilm für die Tinder-Generation, als eher eine Sozialstudie, die zum Nachdenken anregt.
Sidney Schering bezeichnete den Film auf Quotenmeter.de als „schnellen Romcom-Not-Fix für zwischendurch“ und urteilte, dass der Film zu arm an neuen Ideen und zu reich an Leerlauf sei, um als Traumdate durchzugehen. Allerdings gebe es genug Schmunzler, um ihn nicht als völligen Fehlgriff zu sehen.

## Auszeichnungen und Nominierungen
- 2018: Förderpreis Neues Deutsches Kino – Nominierungen in den Kategorien Regie und Drehbuch[12]